# Chelodina oblonga
Chelodina oblonga es una especie de tortuga de la familia de los quélidos. Hoy en día se considera que Chelodina oblonga es un complejo constituido por varias especies.

## Morfología

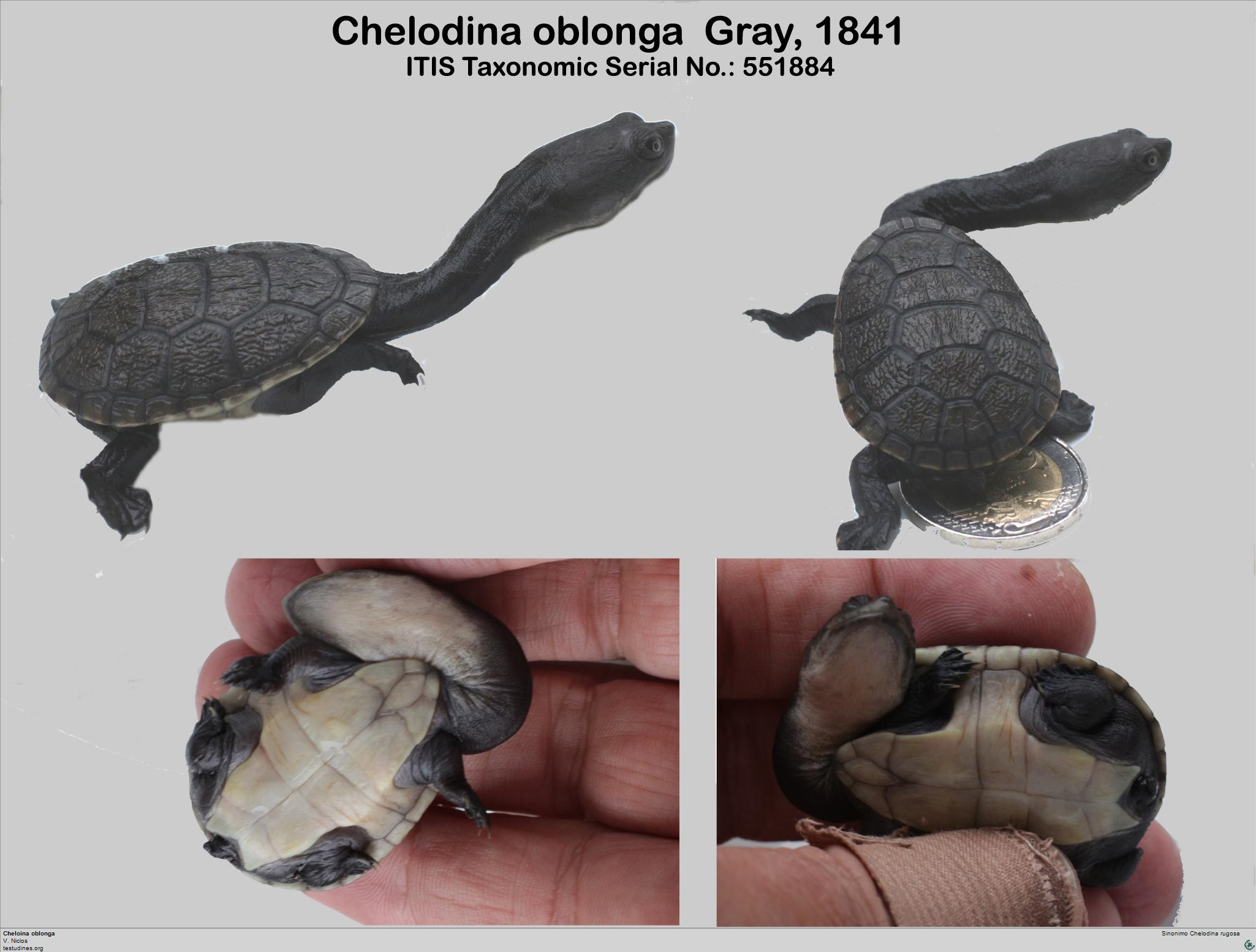
Juvenil.

El cuello estirado alcanza tres cuartas partes de la longitud del caparazón. El caparazón es de color marrón, ni muy plano ni muy abombado, ensanchado en su parte posterior a nivel de las patas, y puede alcanzar los 30 cm; el plastrón es de color claro,  hendido en su parte posterior, y su parte anterior forma un arco ovalado, puente estrecho y robusto, El cuerpo es de color gris claro. Las patas cuentan con membranas para una mejor movilidad en el agua. Presenta un fuerte dimorfismo sexual. Las hembras se reconocen por tener la cola corta y achatada. Cabeza con hocico afilado levemente apuntado, ojos situados antero lateralmente, levemente elevados, su coloración es gris olivácea en su parte superior, con finas líneas formando un patrón laberíntico, parte inferior de la cabeza de color claro. Patas palmeadas terminadas en unas cortar curvadas y afiladas, 5 uñas en las patas anteriores, 4 en las posteriores. Cola muy corta, no adaptada para servir de timón. Espaldar color verde olivácea y ocre, los escudos presentan unas rugosidades que se disponen radialmente, las suturas de los escudos oscuras. Ojos con pupilas pequeñas y circulares, rodeadas de anillo amarillento. En ejemplares longevos la coloración del espaldar se va tornando uniformemente gris-olivácea o gris-ocre.

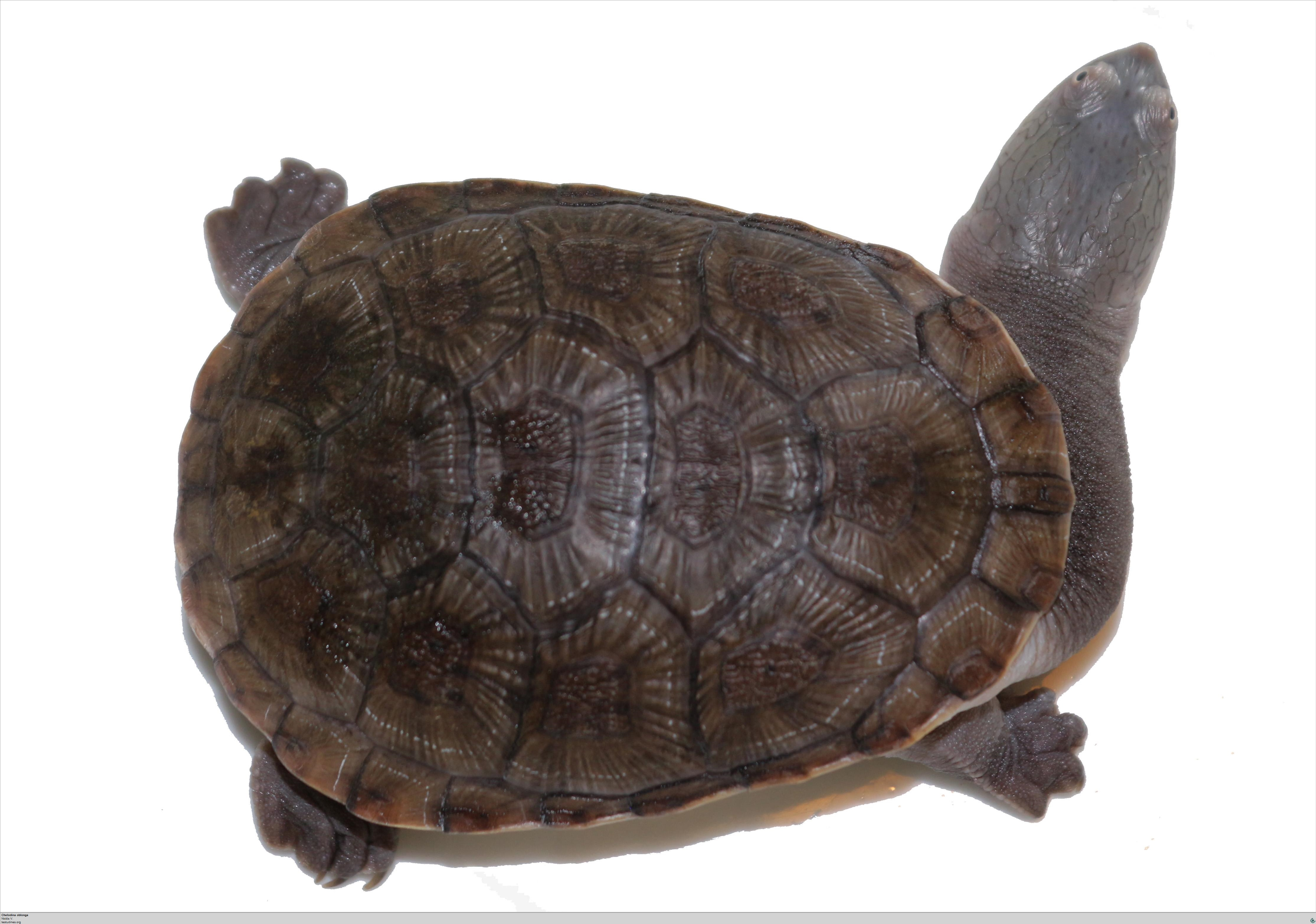
Chelodina oblonga top view
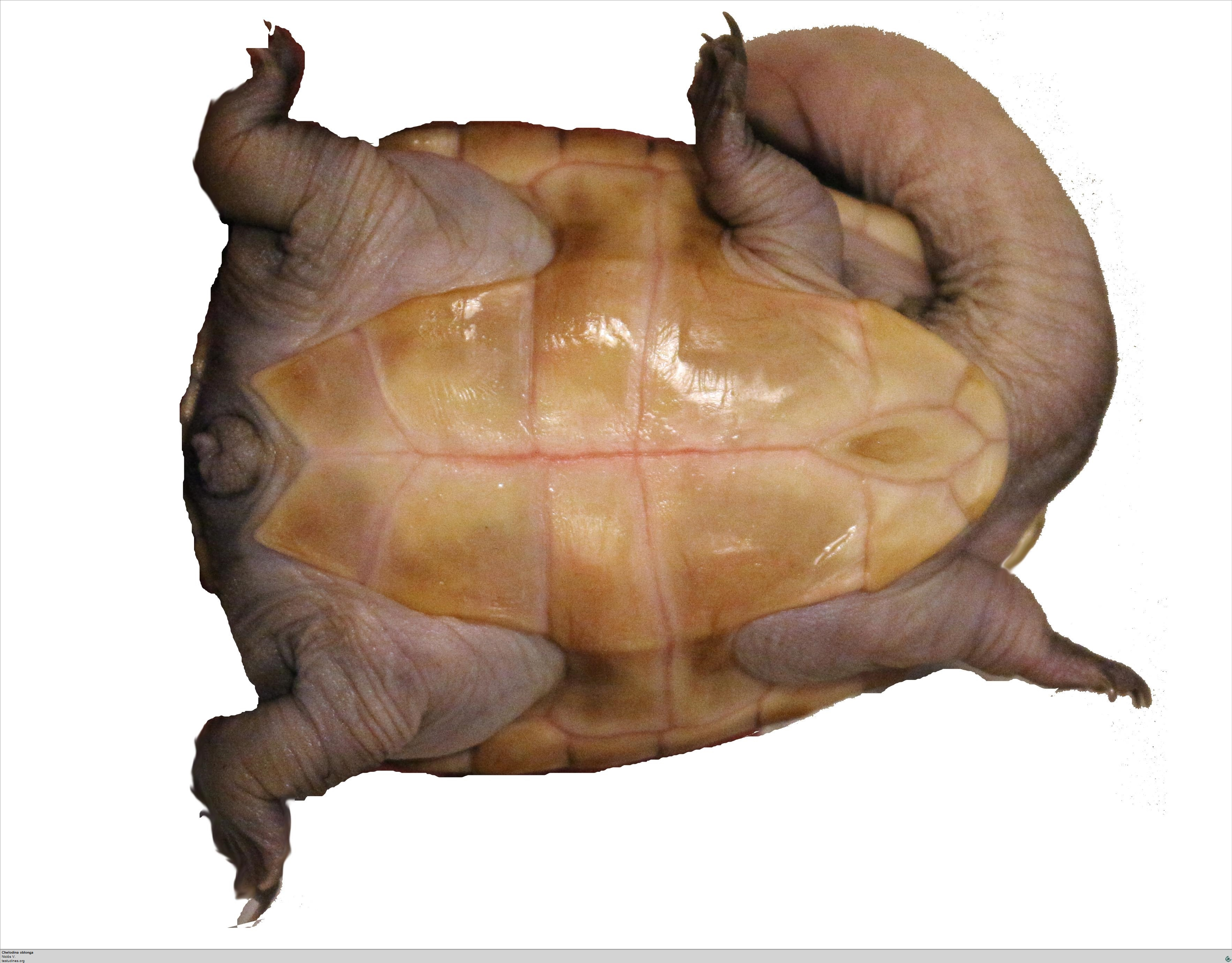
Chelodina oblonga plastral view
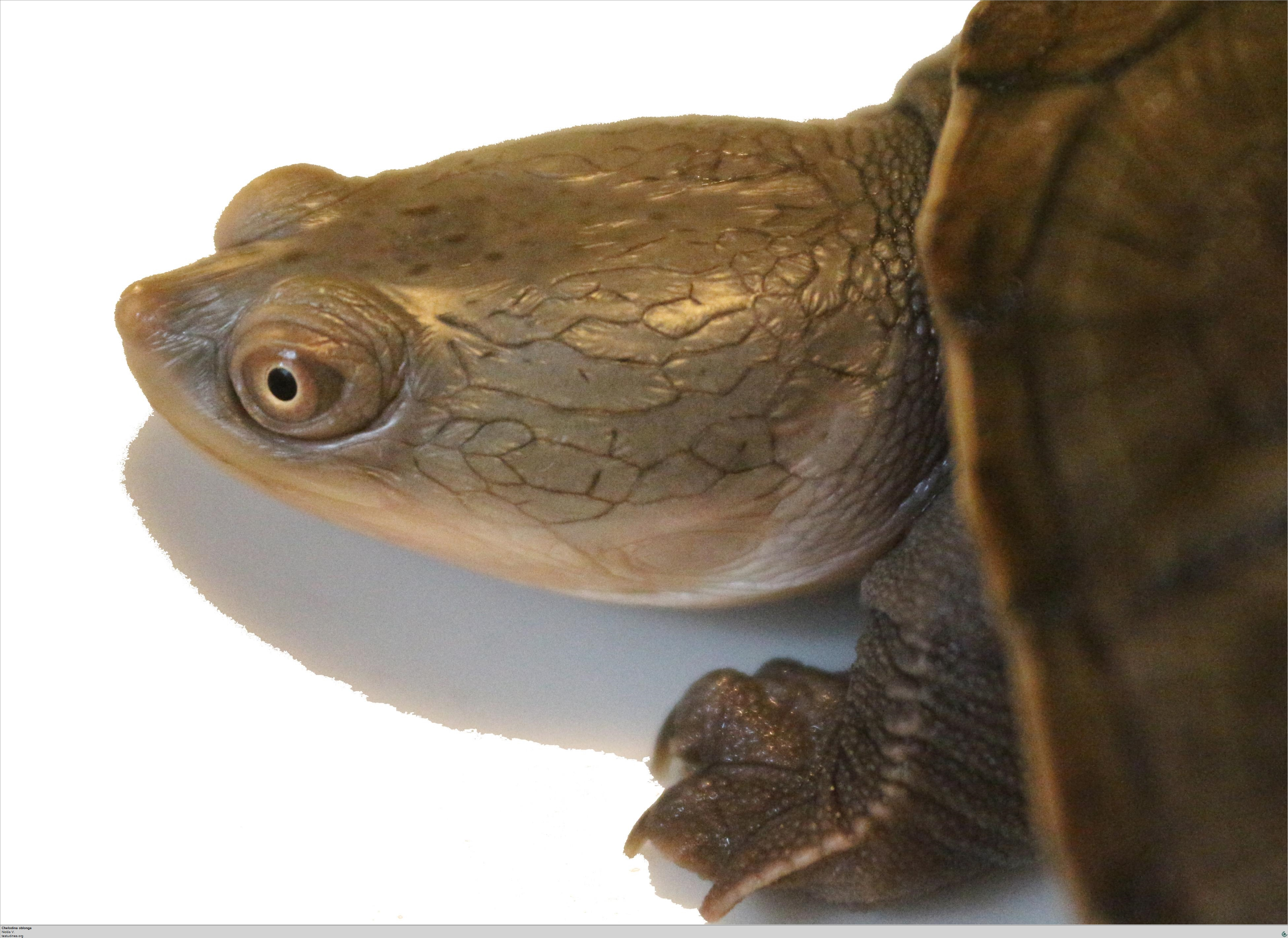
Chelodina oblonga head detail
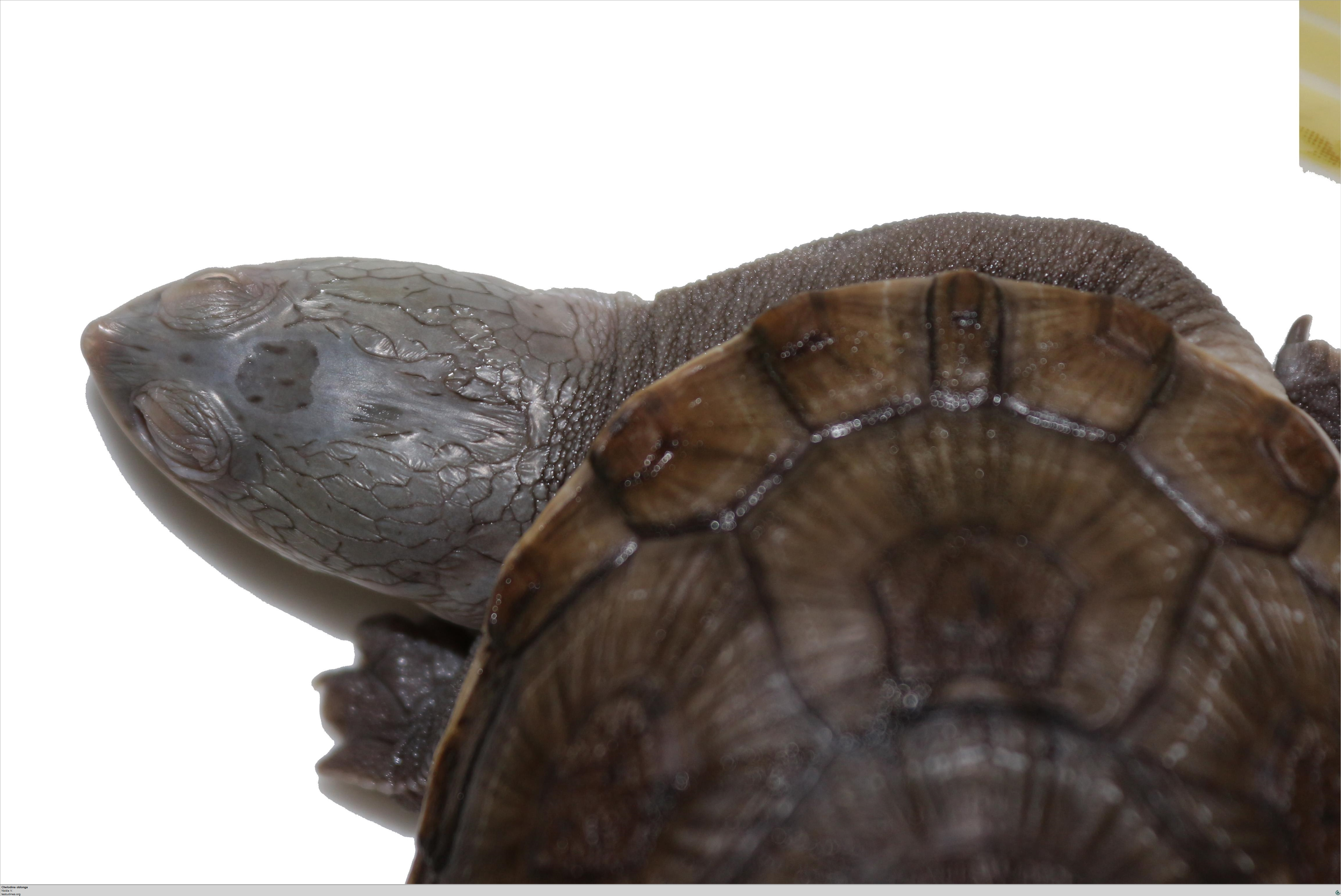
Chelodina oblonga head top view

## Taxonomía

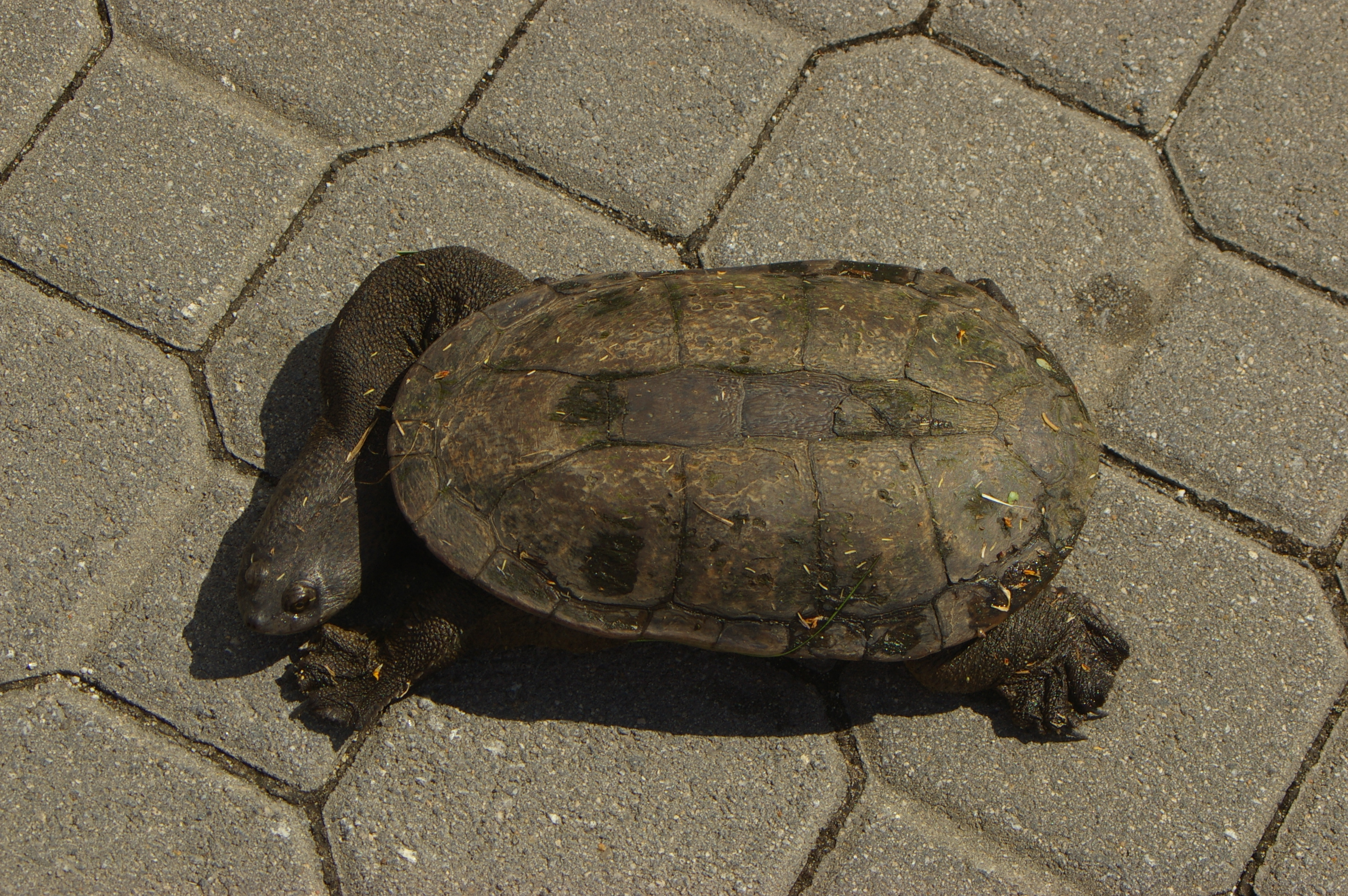
En el momento de la fotografía, esta era conocida como Tortuga de Cuello Largo (Macrodiremys oblonga, que se convirtió en Chelodina oblonga), en 2013 C.oblonga se dividió en múltiples especies, esta es w:Tortuga de cuello de serpiente del suroeste Chelodina colliei.

Chelodina oblonga  Gray, 1841, con el ITIS Taxonomic Serial No.: 551884  La población de chelodina de norte de Australia y Nueva Guinea ha tenido una historia convulsa en cuanto a la asignación de nombre. La descripción más antiguas encontrada fue realizada en 1841 por John Edward Grey,  esta fue posteriormente sinomizada (Ejemplar senior) con el nombre de  Chelodina colliei, y durante muchos años se consideró a esta como especie única que poblaba el norte el oeste de Australia . En 1967, la especie considerada separada de la especie del suroeste de Australia, pero fue incorrectamente asignado el nombre de Chelodina siebenrocki  a la población del norte. Justo ocho años más tarde se encontró el nombre de Chelodina rugosa que tenía precedencia frente  Chelodina siebenrocki, a partir de este momento y durante muchos años se usó Chelodina rugosa nombre para denominar a la población del norte,., En el año 2000 se encontró el holotipo de  Chelodina oblonga que era un ejemplar de la población del Norte, a pesar de esto se solicitó la conservación del nombre de Chelodina rugosa. Esta petición al ICZN fue finamente desestimada en atención al principio "Principal de Prioridad",  de manera que el nombre correcto es Chelodina oblong siempre que se quiera referirse al grupo de chelodinas que habita en el norte de Australia y el sur de Nueva Guinea, La especie es la misma, pues el grupo se estableció antes de que Australia y la actual Nueva Guinea se separan por un brazo de mar.

## Etimología
El nombre específico, siebenrocki, honra al herpetólogo austriaco Friedrich Siebenrock.

## Distribución y hábitat

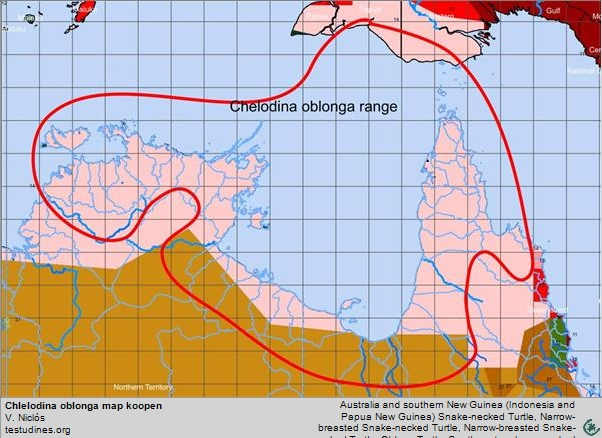
Regiones climáticas de su área de distribución.

Se distribuye por Papúa, Papúa Nueva Guinea y en Australia por Australia Occidental, el Territorio del Norte y Queensland. Su área de distribución se enmarca en zonas climáticas de sabana tropical, Koopen Aw, con una temperatura media superior a 18 °C todos los meses, y la estación seca en invierno.
Se halla en agua dulce, pero también en aguas salobres. Habita en cursos lentos de ríos, en pantanos y en charcas. 

## Comportamiento
Es un animal carnívoro que se alimenta de peces, renacuajos, anfibios adultos, tortugas juveniles, gusanos y otros invertebrados. No hiberna.[cita requerida]
No es animal agresivo cuando se defiende, sino que tiende más bien a huir. Suele esconderse en el fondo, bajo piedras y troncos, o entre el fango, para acechar a sus presas.
Si se tiene en cautividad, ha de ser en un acuaterrario grande, y se recomienda mantener un pH alto como prevención contra infecciones fúngicas. Se considera que la temperatura ha de ser entre 25 y 27 °C. La puesta, para la que conviene que haya una parte de terreno inclinada, ya que en la naturaleza no se lleva a cabo en el agua sino en tierra, es de 4 a 20 huevos, y se dan unas dos puestas al año; se considera que la temperatura adecuada para los huevos es de 29 a 31 °C. La eclosión se produce después de 6 meses de la puesta.[cita requerida]